# أ. د. إس. ن. براساد
أ. د. إس. ن. براساد (بالإنجليزية: A. D. S. N. Prasad)‏ هو شخصية أعمال هندي، ولد في 29 مارس 1952 في ميسور في الهند، وتوفي في 8 سبتمبر 2015.